# Stettlen
Stettlen (toponimo tedesco) è un comune svizzero di 3 105 abitanti del Canton Berna, nella regione di Berna-Altipiano svizzero (circondario di Berna-Altipiano svizzero).

## Monumenti e luoghi d'interesse
- Chiesa riformata (già di San Biagio), eretta nel IX secolo e ricostruita nel XII secolo, nel 1400 circa e nel 1729-1730[1].

## Società

### Evoluzione demografica
L'evoluzione demografica è riportata nella seguente tabella:
Abitanti censiti

## Infrastrutture e trasporti
Stettlen è servito dall'omonima stazione e da quella di Deisswil sulla ferrovia Berna-Worb (rete celere di Berna).

## Amministrazione
Ogni famiglia originaria del luogo fa parte del cosiddetto comune patriziale e ha la responsabilità della manutenzione di ogni bene ricadente all'interno dei confini del comune.